# Reicheocactus famatinensis
Reicheocactus famatinensis ist eine Pflanzenart aus der Gattung Reicheocactus in der Familie der Kakteengewächse (Cactaceae). Das Artepitheton famatimensis verweist auf das Vorkommen der Art in der Sierra de Famatina.

## Beschreibung
Reicheocactus famatinensis wächst meist einzeln und bildet nur gelegentlich Polster. Die kugelförmigen bis kurz zylindrisch Triebe erreichen bei Durchmessern von 2,5 bis 6 Zentimetern Wuchshöhen von 3 bis 7 Zentimeter. Der Triebscheitel ist stark eingesenkt. Es sind 24 bis 30 niedrige Rippen vorhanden, die in Höcker aufgelöst sind. Die auf ihnen befindlichen bräunlichen Areolen sind länglich. Mitteldornen werden nicht ausgebildet. Die sieben bis neun weißlichen bis gelblichen Randdornen besitzen eine dunklere Basis. Sie sind gebogenen, liegen an der Trieboberfläche an und weisen eine Länge von bis zu 0,3 Zentimetern auf.
Die kurz trichterförmigen, gelben bis orangefarbenen Blüten sind 3 bis 3,5 Zentimeter lang.

## Verbreitung, Systematik und Gefährdung
Reicheocactus famatinensis ist in der argentinischen Provinzen La Rioja und San Juan in Höhenlagen von 1000 bis 2000 Metern verbreitet.
Die Erstbeschreibung als Echinocactus famatimensis durch Carlos Luis Spegazzini wurde 1921 veröffentlicht. Boris O. Schlumpberger stellte die Art 2012 in die Gattung Reicheocactus. Weitere nomenklatorische Synonyme sind Lobivia famatinensis (Speg.) Britton & Rose (1923), Rebutia famatinensis Speg. ex Hosseus (1926) und Echinopsis famatinensis (Speg.) Werderm. (1931).
In der Roten Liste gefährdeter Arten der IUCN wird die Art als „Vulnerable (VU)“, d. h. als gefährdet geführt.

## Nachweise